# 도시오토코 유닛
도시오토코 유닛(年男ユニット)은 매년 섣달 그믐날부터 설날에 걸쳐 방송되는 항례의 TV 프로 《쟈니즈 카운트다운 라이브》에서, 신년이 토시오(24세, 36세, 48세…12세는 노동 기준법의 관계에 의해 기용 불가)에 해당되는 멤버만을 모아 결성되는 1일 한정의 기획 유닛. 프로그램 종반, 흑문부고로 갈아 입어 사회자가 신년의 포부를 묻는 것이 관례가 되고 있다.
멤버의 각 그룹에의 소속 상황은 현재의 그룹.

## 이노시시 에이트
《쟈니즈 카운트다운 2006-2007》에서 결성된 해년(亥年) 태생의 멤버 8인조.

### 멤버
- 사카모토 마사유키 (V6) ※리더

## 1983년
- 야라 도모유키 (Musical Academy)
- 마루야마 류헤이 (칸쟈니∞)
- 가자마 슌스케
- 마쓰모토 준/니노미야 가즈나리 (아라시)
- 나카마루 유이치/우에다 다쓰야 (KAT-TUN)

## 츄츄 세븐
《10년째야! 보지 않으면 손해 SONG 쟈니즈 카운트다운 가합전》에서 결성된 자년(子年) 태생의 7인조.

### 멤버
- 야마구치 다쓰야 (TOKIO) ※리더
- 나가노 히로시 (V6)

## 1984년
- 야스다 쇼타 (칸쟈니∞)
- 고야마 게이치로 (NEWS)
- 아카니시 진/니시키도 료
- 이쿠타 도마

## 우시시 4
《우시시도 큰일! 동서 돔 10만명 집결!! 섣달 그믐 쟈니즈 생 가합전》에서 결성된 축년(丑年) 태생(이번에는 1985년도만 ※1973년생의 사토 아츠히로는 라이브 자체 참가하지 않음)의 4인조.

### 멤버/1985년
- 오쿠라 타다요시 (칸쟈니∞)
- 야마시타 토모히사/다구치 준노스케/다나카 코키

## 타이거 포
《소리질러! 쟈니즈 자습서 동서 돔 10만명 종결!! 초호화 섣달 그믐 생 가합전》에서 결성된 인년(寅年) 태생의 4인조.

### 멤버
- 코쿠분 타이치 (TOKIO) ※리더

## 1986년
- 카메나시 카즈야 (KAT-TUN)
- 마스다 다카히사 (NEWS)
- 우치 히로키

## 래빗 쓰리
《뛰어라! 쟈니즈 폭풍우를 부르는 섣달 그믐 생 가합전이다 뿅!!》에서 결성된 묘년(卯年) 태생(이번에는 1987년생만)의 3인조.

### 멤버/1987년
- 카토 시게아키 (NEWS)
- 테고시 유야 (NEWS)
- 후지가야 다이스케 (Kis-My-Ft2)

## 다쓰노코 쓰리
《류타치 와 버려! 쟈니즈 동서 돔 섣달 그믐 생 가합전!!》에서 결성된 진년(辰年) 태생(이번에는 48세가 되는 콘도 마사히코 참가로 사상 최초의 3세대)의 3인조.

### 멤버
- 곤도 마사히코
- 이노하라 요시히코 (V6)
- 미야타 도시야 (Kis-My-Ft2)

## 우마우마 식스
《태어나는 새로운 전설 쟈니즈 섣달그믐 생방송》에서 결성된 오년(午年) 태생(이번에는 1990년생만 ※1966년생인 우에쿠사 카츠히데와 히가시야마 노리유키(둘 다 소년대), 1978생인 나가세 토모야(TOKIO)는 라이브 자체 출연하지 않음)의 6인조.

### 멤버/1990년
- 야부 코타/야오토메 히카루 (Hey! Say! JUMP)
- 다카키 유야/이노오 케이 (Hey! Say! JUMP)
- 타마모리 유타/니카이도 다카시 (Kis-My-Ft2)